# Purga Ansei

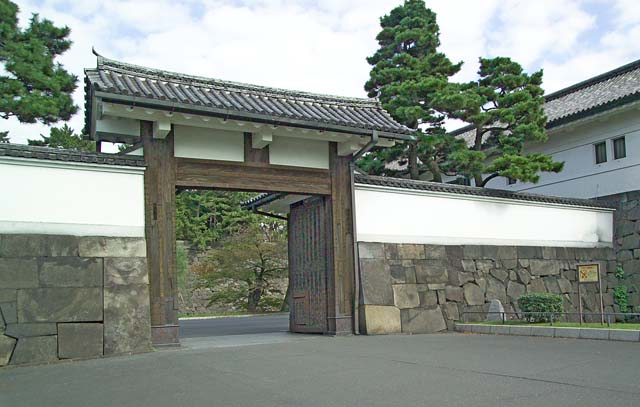
La porta Sakurada del castello di Edo dove avvenne l'assassinio di Ii Naosuke

La Purga Ansei (安政の大獄?, Ansei no taigoku) è stata un evento repressivo avvenuto in Giappone tra il 1858 ed il 1860 durante il periodo Bakumatsu.

## Storia
La Purga Ansei fu ordinata da Ii Naosuke contro il movimento del sonnō jōisostenuto dall'imperatore, che invocava l'espulsione degli stranieri e l'annullamento dei trattati commerciali con Stati Uniti, Russia, Gran Bretagna, Francia e Paesi Bassi.
Durante l'epurazione, lo shogunato Tokugawa imprigionò, giustiziò o esiliò anche esponenti del kōbu gattai (la fazione politica che tentava di unire la corte imperiale e lo shogunato) e i sostenitori di Tokugawa Yoshinobu, che si opponevano alla nomina di Tokugawa Iemochi come successore di Tokugawa Iesada.
Dopo l'epurazione, il Giappone cadde nel caos e ci furono diversi atti di terrorismo, come l'assassinio di Ii Naosuke, e diversi attacchi contro gli occidentali.

## Vittime
Oltre 100 persone influenti furono vittime dell'epurazione tra cui:
- Pena di morte
  - Yoshida Shōin
  - Hashimoto Sanai

- Arresti 
  - Tokugawa Nariaki
  - Nagai Naoyuki
  - Il principe Kuni Asahiko
  - Chō Kōran
  - Tokugawa Yoshinobu
  - Saigō Takamori
  - Tokugawa Yoshikatsu
  - Matsudaira Shungaku
  - Data Munenari
  - Yamauchi Yōdō
  - Hotta Masayoshi.